# ツインセスト
ツインセスト (Twincest) とは、Twin（双子）とIncest（近親相姦）を掛け合わせた英語の俗語表現である。ファンダムで通常用いられる用語である。
大衆文化作品においては、通常は双子間におけるインセスト・タブーに着目しつつ、かつ双子間におけるロマンティックな関係を描く。双子の近親相姦を扱った日本の大衆文化作品としては『僕は妹に恋をする』や『エンジェルズフェザー』、『ヨスガノソラ』などがある。
日本における民間信仰では双子は心中した者達の生まれ変わりであり夫婦になろうとするものであるというものがあった。イギリスでは双子がその事実を知らずに近親婚を行い婚姻を取り消されてしまったとして、貴族院で2008年に話題にされたという逸話も存在する。